# Antilopă sable
Antilopa sable (Hippotragus niger) este o antilopă care trăiește în savană împădurită din Africa de Est și Africa de Sud, la sud de Kenya și în Africa de Sud, cu o populație separată în Angola.